# Автошлях Т 1403
Автошля́х Т 1403 — автомобільний шлях у Львівській області. Проходить територією Яворівського району через Грушів — Немирів. Загальна довжина — 12,7 км. За 3 км від Немирова проходить повз санаторій Немирів.
Продовженням у Польщі є автошлях  866.

## Маршрут
Автошлях проходить через такі населені пункти:
| Автошлях Т 1403   |     |
| Львівська область |     |
| Яворівський район |     |
| Грушів            |     |
| Немирів           | Р40 |